# Trey Parker
Randolph Severn Parker III (Conifer, Colorado, 19 de octubre de 1969), más conocido como Trey Parker, es un director, productor, actor, cantante, músico y animador estadounidense, creador de South Park junto con Matt Stone.

## Primeros años
Parker nació en Conifer, Colorado, hijo de la vendedora de seguros Sharon y el geólogo Randolph "Randy" Parker II.Era un niño tímido que recibía calificaciones "decentes" y participaba en clases avanzadas.Idolatraba a Monty Python, que comenzó a ver en televisión en tercer grado. Sus incursiones posteriores en la animación tendrían una influencia considerable de Terry Gilliam. En sexto grado, Parker escribió un sketch titulado The Dentist y apareció en el concurso de talentos de su escuela. Interpretó al dentista y un amigo hizo el papel del paciente. La trama involucraba lo que puede salir mal en el dentista; debido a la cantidad de sangre falsa involucrada, los padres de Parker fueron llamados y se enojaron, y Parker recordó más tarde que "los niños de jardín de infantes estaban todos llorando y enloqueciendo".
Parker se ha descrito a sí mismo como "el típico chico de grandes sueños" que imaginaba una carrera en el cine y la música.Comenzó a hacer cortometrajes los fines de semana con un grupo de amigos cuando tenía 14 años. Su padre le había comprado una cámara de video y el grupo continuó haciendo películas hasta la graduación.Se interesó en la música a los 17 años, pero solo canciones centradas en la comedia; escribió y grabó un álbum de comedia de larga duración, Immature: A Collection of Love Ballads For The '80's Man, con su amigo David Goodman durante este tiempo.Cuando era adolescente, Parker desarrolló un amor por el teatro musical y se unió a Evergreen Players, un venerable teatro comunitario de montaña en las afueras de Denver. A los 14 años, interpretó su primer papel como miembro del coro en The Best Little Whorehouse in Texas y Flower Drum Song y también diseñó decorados para la producción del teatro comunitario de Little Shop of Horrors. En la escuela secundaria, también tocó el piano para el coro y fue presidente del consejo del coro.Como Evergreen era conocido a nivel nacional por su programa de coro, Parker era un estudiante de secundaria muy popular, relacionado con su posición como director del coro. Por lo general, era el protagonista de las obras escolares y también era el rey del baile de graduación.Mientras estaba en la escuela, Parker tenía un trabajo de medio tiempo en una Pizza Hut y se lo describía como un cinéfilo y un aficionado a la música.
Después de graduarse de Evergreen High School en 1988, Parker pasó un semestre en Berklee College of Music antes de transferirse a la Universidad de Colorado en Boulder.Parker se especializó en cine y japonés. Durante su tiempo allí, tomó una clase de cine en la que los estudiantes debían colaborar en proyectos. En el curso, conoció a Matt Stone, un estudiante de matemáticas de la cercana ciudad de Littleton, y los dos inmediatamente se unieron por el humor provocativo y antiautoritario y por Monty Python.La primera película de Parker se tituló Giant Beavers of Southern Sri Lanka (1989), parodiando alborotos al estilo Godzilla con castores; su compañero de estudios Jason McHugh comentó más tarde que la idea casi hizo que se rieran de él en clase.Parker y Stone escribieron y actuaron en muchos cortometrajes juntos, entre ellos First Date, Man on Mars y Job Application.Parker comentó más tarde que él y Stone filmaban una película casi todas las semanas, pero desde entonces ha perdido la mayoría de ellas.Parker utilizó por primera vez una técnica de animación con papel de construcción en American History (1992), un cortometraje realizado para su clase de animación en la universidad. Se convirtió en una sensación inesperada, lo que resultó en el primer premio de Parker: el Premio de la Academia para Estudiantes. Parker recordó estar sentado en el auditorio frente a estudiantes de escuelas de animación como CalArts, diciendo: "Y están todos estos chicos de Cal Arts detrás de mí que habían presentado estas hermosas cosas de acuarela y lápiz. Y aquí está mi cosa de mierda de papel de construcción, que hace que South Park parezca Disney, por cierto, y todos están furiosos".Se graduó con una licenciatura en Artes con doble especialización en 1993.

## Carrera

### Comienzos de carrera

#### Cannibal! The Musical(1992–1994)
En 1992, Parker, Stone, McHugh e Ian Hardin fundaron una compañía de producción llamada Avenging Conscience, llamada así por la película de D. W. Griffith del mismo nombre, que a los cuatro les disgustaba activamente.Parker volvió a emplear la técnica del papel recortado en la primera producción de Avenging Conscience, Jesus vs. Frosty (1992), un corto animado que enfrentaba a la figura religiosa contra Frosty the Snowman.
El cuarteto creó un tráiler de tres minutos para una película ficticia titulada Alferd Packer: The Musical. La idea se basaba en una obsesión que Parker tenía con Alferd Packer, un buscador de oro del siglo XIX acusado de canibalismo. Durante este tiempo, Parker se había comprometido con su novia de mucho tiempo, Liane Adamo, pero su relación se vino abajo poco antes de que comenzara la producción del tráiler."Terriblemente deprimido", Parker canalizó sus frustraciones con ella en el proyecto, bautizando al caballo "amado pero desleal" de Packer con su nombre.El tráiler se convirtió en una sensación entre los estudiantes de la escuela, lo que llevó a Virgil Grillo, el presidente y fundador del departamento de cine de la universidad, a convencer al cuarteto de ampliarlo a un largometraje. Parker escribió el guion de la película, creando un musical al estilo de Oklahoma! con diez melodías originales del programa.El grupo recaudó 125.000 dólares de familiares y amigos y comenzó a rodar la película. La película se filmó en Loveland Pass cuando el invierno estaba terminando y el equipo soportó el clima gélido.Parker, bajo el seudónimo de Juan Schwartz, fue la estrella, director y coproductor de la película.
Alferd Packer: The Musical se estrenó en Boulder en octubre de 1993; "alquilaron una limusina que circulaba para transportar a todos los miembros del elenco y el equipo desde la parte trasera de la cuadra hasta la alfombra roja en la entrada del teatro".El grupo presentó la película al Festival de Cine de Sundance, que no respondió. Parker le dijo a McHugh que tenía una "visión" de que necesitaban estar en el festival, lo que resultó en que el grupo alquilara una sala de conferencias en un hotel cercano y organizara sus propias proyecciones.MTV hizo un breve segmento de noticias en The Big Picture sobre la película,e hicieron conexiones con la industria a través del festival.Tenían la intención de vender los derechos de video de la película por $ 1 millón y gastar los $ 900,000 restantes para crear otra película.La película en cambio se vendió a Troma Entertainment en 1996, donde se tituló Cannibal! The Musical, y tras el éxito posterior del dúo, se convirtió en su título más vendido.Desde entonces ha sido etiquetado como un "clásico de culto" y adaptado a una obra de teatro por grupos de teatro comunitarios e incluso escuelas secundarias de todo el país.

#### The Spirit of Christmas yOrgazmo(1995–1997)
Tras el éxito de la película, el grupo, sin Hardin, se mudó a Los Ángeles.Al llegar, conocieron a un abogado de la William Morris Agency que los conectó con el productor Scott Rudin. Como resultado, el dúo consiguió un abogado, un agente y un contrato de guion.A pesar de que inicialmente creyeron que estaban al borde del éxito, el dúo luchó durante varios años. Stone durmió sobre ropa sucia durante más de un año porque no podía permitirse comprar un colchón.
Dormíamos en el suelo pensando: "Vaya, en dos semanas más seremos muy ricos". Y muy pronto, dos semanas se convierten en dos meses, y dos meses se convierten en dos años, y definitivamente dejas de escuchar.
Lanzaron sin éxito un programa infantil titulado Time Warped a Fox Kids, que habría involucrado historias ficticias de personas en la historia.El trío creó dos pilotos separados, con un año de diferencia, y a pesar de la aprobación de la ejecutiva de desarrollo de Fox Broadcasting Company, Pam Brady, la cadena disolvió la división Fox Kids.
David Zucker, que era fan de Cannibal!, contactó al dúo para producir un cortometraje de 15 minutos para que Seagram lo mostrara en una fiesta por su adquisición de Universal Studios.Debido a un malentendido, Parker y Stone improvisaron gran parte de la película una hora antes de que se filmara, creándola como una parodia de los videos instructivos de los años 50.El resultado, Your Studio and You, presenta a numerosas celebridades, incluidos Sylvester Stallone, Demi Moore y Steven Spielberg. "Probablemente podrías hacer un largometraje a partir de la experiencia de hacer esa película porque eran solo dos tipos de la universidad dirigiendo de repente a Steven Spielberg", comentó Parker más tarde, señalando que la experiencia fue difícil para los dos.
Durante el tiempo transcurrido entre el rodaje de los pilotos de Time Warped, Parker escribió el guion de una película titulada Orgazmo, que más tarde entró en producción. La mitad del presupuesto de la película provino de una compañía porno japonesa llamada Kuki, que quería presentar a sus intérpretes en los principales medios occidentales. La distribuidora independiente October Films compró los derechos de la película por un millón de dólares después de su proyección en el Festival Internacional de Cine de Toronto. La película recibió una clasificación NC-17 de la Asociación Cinematográfica de Estados Unidos, lo que resultó en un pobre desempeño en taquilla de la película. Parker y Stone intentaron negociar con la organización sobre qué eliminar de la copia final, pero la MPAA no les dio notas específicas. El dúo más tarde teorizó que a la organización le importaba menos porque era una distribuidora independiente, lo que le reportaría significativamente menos dinero.

## Vida personal
Parker se casó con Emma Sugiyama en 2006. Su matrimonio fue oficiado por el productor de comedias de los años 70 Norman Lear.El matrimonio terminó en divorcio en 2008.
Parker posteriormente comenzó una relación con Boogie Tillmon, con quien luego se casó en 2014. Parker obtuvo un hijastro a través de esta relación.Su hija nació en 2013.La pareja se divorció en 2019, citando diferencias irreconciliables.Si bien siguen divorciados, desde entonces se han reconciliado para ser co-padres de su hijo.
Parker reside en Los Ángeles, California.Posee propiedades en Steamboat Springs, Colorado; Kauai, Hawái; Seattle, Washington; y Midtown Manhattan en la ciudad de Nueva York.

En una edición de septiembre de 2006 del programa Nightline de ABC News, Parker expresó sus opiniones sobre la religión, afirmando que cree en "un Dios" y que "existe un conocimiento que la humanidad aún no posee", al tiempo que advirtió que llevaría mucho tiempo explicar exactamente lo que quería decir con su creencia en Dios. Parker cree que todas las religiones son "tontas". Afirmó: "Todas las religiones me parecen súper divertidas... La historia de Jesús no tiene sentido para mí. Dios envió a su único Hijo. ¿Por qué Dios sólo pudo tener un hijo y por qué tendría que morir? Es simplemente una mala escritura, en realidad. Y es realmente terrible aproximadamente en el segundo acto". Parker comentó además:
"Básicamente... de todas las historias ridículas sobre religión, que son grandiosas y maravillosamente ridículas, la más absurda que he escuchado es: 'Sí... hay este enorme y gigantesco universo que se está expandiendo, que eventualmente colapsará sobre sí mismo, y estamos aquí simplemente porque sí... solo porque sí'. Para mí, esa es la explicación más ridícula de todas".
Un artículo del diario Los Angeles Times de 2001 describió a Parker como "no demasiado político" y lo citó diciendo que era "un libertario registrado".En 2004, Parker resumió sus puntos de vista con el comentario:
De lo que estamos hartos –y cada vez es peor– es de que o te gusta Michael Moore o quieres ir al extranjero y disparar a los iraquíes. No puede haber un término medio. Básicamente, si crees que Michael Moore está lleno de mierda, entonces eres un supercristiano de derechas o lo que sea. Y los dos somos tipos bastante intermedios. Encontramos tantas cosas que criticar en la izquierda como en la derecha. La gente de extrema izquierda y la de extrema derecha son exactamente la misma persona para nosotros.

## Filmografía

### Colaboraciones con Matt Stone
- The Book of Mormon (Musical, 2011 ): coescritor, director, compositor, narrador (prólogo)
- Team America: World Police (2004): coescritor, voces, productor, director
- That's My Bush! (Serie de televisión, 2001): cocreador, escritor, productor ejecutivo, compositor del tema principal e intérprete.
- South Park: Bigger, Longer & Uncut (1999): voces, música adicional y letra, coescritor, director.
- BASEketball (1998): actor
- South Park (Serie de televisión, 1997 - presente): cocreador, voces, escritor, música adicional, director, productor ejecutivo.
- Orgazmo (1997): actor, coescritor, director.
- The Spirit of Christmas (Jesus vs. Santa, 1996; Frosty vs. Santa, 1992).
- Cannibal! The musical (1994): actor (como Juan Schwartz), compositor, coescritor, director.

### Miscelánea
- American History (1991 corto animado).
- "Even If You Don't" por Ween (vídeo musical, 2000).

### Voces enSouth Park
- Stan Marsh
- Randy Marsh
- Eric Cartman
- Sr. Garrison
- Marvin Marsh
- Skeeter
- Clyde Donovan
- Ned Gerblansky
- Dr. Alphonse Mephisto
- Mr. Hankey
- Santa Claus
- God
- Sexual Harassment Panda
- Mr. Mackey
- Stephen Stotch
- Officer Barbrady
- Ms. Choksondik (2000-2002)
- Timmy Burch
- Jimmy Valmer
- Tuong Lu Kim
- Phillip
- Satan
- La Muerte
- Scuzzlebutt
- Director PC

## Discografía
- Immature (a collection of love ballads for the 80's man) (1987) (con Dave Goodman)
- Chef Aid: The South Park Album (1998)
- Mr. Hankey's Christmas Classics (álbum) (1999)

## Premios y distinciones
Premios Óscar
| Año  | Categoría              | Canción        | Película                                       | Resultado |
| ---- | ---------------------- | -------------- | ---------------------------------------------- | --------- |
| 2000 | Mejor canción original | «Blame Canada» | South Park: Más grande, más largo y sin cortes | Nominado  |